# خشكرود (خوانسار)
خشكرود هي قرية في مقاطعة خوانسار، إيران. يقدر عدد سكانها بـ 212 نسمة بحسب إحصاء 2016.